# MLYCD
MLYCD (англ. Malonyl-CoA decarboxylase) – білок, який кодується однойменним геном, розташованим у людей на 16-й хромосомі. Довжина поліпептидного ланцюга білка становить 493 амінокислот, а молекулярна маса — 55 003.
| 10         |  | 20         |  | 30         |  | 40         |  | 50         |
| ---------- |  | ---------- |  | ---------- |  | ---------- |  | ---------- |
| MRGFGPGLTA |  | RRLLPLRLPP |  | RPPGPRLASG |  | QAAGALERAM |  | DELLRRAVPP |
| TPAYELREKT |  | PAPAEGQCAD |  | FVSFYGGLAE |  | TAQRAELLGR |  | LARGFGVDHG |
| QVAEQSAGVL |  | HLRQQQREAA |  | VLLQAEDRLR |  | YALVPRYRGL |  | FHHISKLDGG |
| VRFLVQLRAD |  | LLEAQALKLV |  | EGPDVREMNG |  | VLKGMLSEWF |  | SSGFLNLERV |
| TWHSPCEVLQ |  | KISEAEAVHP |  | VKNWMDMKRR |  | VGPYRRCYFF |  | SHCSTPGEPL |
| VVLHVALTGD |  | ISSNIQAIVK |  | EHPPSETEEK |  | NKITAAIFYS |  | ISLTQQGLQG |
| VELGTFLIKR |  | VVKELQREFP |  | HLGVFSSLSP |  | IPGFTKWLLG |  | LLNSQTKEHG |
| RNELFTDSEC |  | KEISEITGGP |  | INETLKLLLS |  | SSEWVQSEKL |  | VRALQTPLMR |
| LCAWYLYGEK |  | HRGYALNPVA |  | NFHLQNGAVL |  | WRINWMADVS |  | LRGITGSCGL |
| MANYRYFLEE |  | TGPNSTSYLG |  | SKIIKASEQV |  | LSLVAQFQKN |  | SKL        |

A: Аланін

C: Цистеїн

D: Аспарагінова кислота

E: Глутамінова кислота

F: Фенілаланін

G: Гліцин

H: Гістидин

I: Ізолейцин

K: Лізин

L: Лейцин

M: Метіонін

N: Аспарагін

P: Пролін

Q: Глутамін

R: Аргінін

S: Серин

T: Треонін

V: Валін

W: Триптофан

Кодований геном білок за функціями належить до ліаз, декарбоксилаз. 
Задіяний у таких біологічних процесах, як метаболізм жирних кислот, метаболізм ліпідів, біосинтез жирних кислот, біосинтез ліпідів, ацетилювання, альтернативний сплайсинг. 
Локалізований у цитоплазмі, мітохондрії, пероксисомах.